# 최창수 (조직폭력배)
최창수(생몰년 미상)는 대한민국의 조직폭력배이다. 이정재와 연합하여 활동했으며, 조창조의 회고에 따르면 박정희 정권이 들어서고 나서 최창수는 이정재에게 연루되어 크게 곤욕을 치르긴 했으나, 사형당하지는 않았고 다만 조직폭력배 일을 그만두었다고 한다.

## 최창수가 등장한 작품
- 《야인시대》(2002) (배우: 이제락)